# Estádio Municipal Gilberto Mestrinho
Estádio Municipal Gilberto Mestrinho – stadion piłkarski w Manacapuru, Amazonas, Brazylia. Na którym swoje mecze rozgrywa klub Princesa do Solimões Esporte Clube.